# Corydalus arpi
Corydalus arpi är en insektsart som beskrevs av Navás 1936. Corydalus arpi ingår i släktet Corydalus och familjen Corydalidae. Inga underarter finns listade i Catalogue of Life.